# Roldán (Santa Fé)
Roldán é um município de 2ª categoria da província de Santa Fé, na Argentina.